# Bombylisoma simulator
Bombylisoma simulator är en tvåvingeart som först beskrevs av Friedrich Hermann Loew 1855.  Bombylisoma simulator ingår i släktet Bombylisoma och familjen svävflugor. Inga underarter finns listade i Catalogue of Life.